# Operação Félix

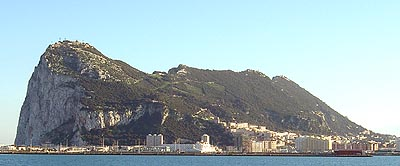
O rochedo de Gibraltar, enclave britânico na Espanha, principal objetivo estratégico da Operação Félix.

Operação Félix foi o nome de código para uma operação militar planeada pelo Alto-Comando da Alemanha Nazi, durante a Segunda Guerra Mundial, cujo principal objetivo era a ocupação do enclave britânico de Gibraltar, no sul da Península Ibérica.

## História
Após a queda da França em junho de 1940, o Alto-Comando alemão (OKW) elaborou planos para uma "operação de limpeza" do mar Mediterrâneo (Operação Félix), que envolvia a ocupação de Gibraltar e do norte da África. O Ministro da Aeronáutica, Hermann Göring, era inclusive favorável à adoção dessa medida estratégica, em lugar da invasão das ilhas britânicas (Operação Leão do Mar). Opinião similar era sustentada pelo estrategista da "blitzkrieg", general Heinz Guderian.
O plano previa que dois corpos do exército alemão entrariam na Espanha, através dos Pirenéus. Um corpo, sob o comando do general Ludwig Kübler, efetuaria o assalto a Gibraltar, enquanto o outro, sob o comando do general Rudolf Schmidt, garantiria os flancos do primeiro. Como apoio aéreo seriam utilizadas duas esquadrilhas de bombardeiros de mergulho da Luftwaffe. O comando geral da Operação caberia ao marechal Walther von Reichenau.
Em 12 de novembro de 1940, Hitler emitiu a Directiva n.º 18, declarando que "tinham sido iniciadas medidas políticas para induzir a rápida entrada de Espanha na guerra" e que o objetivo da intervenção alemã na Península Ibérica seria o de "expulsar o Inglês do Mediterrâneo Ocidental". Mencionava também a potencial invasão de Portugal, caso os britânicos ali "ganhassem uma posição".
Desse modo, o sucesso da Operação Félix dependia, em grande parte, da colaboração espanhola. Nesse sentido, em 5 de dezembro, Hitler reuniu-se com o Alto Comando alemão e decidiu solicitar a permissão de Francisco Franco para que as tropas alemãs cruzassem a fronteira espanhola em 10 de janeiro de 1941. Foi planejado que o general Alfred Jodl iria à Espanha para fazer os preparativos para o ataque sobre Gibraltar, enquanto o Almirante Wilhelm Canaris, em nome de Hitler, negociaria com Franco.
Canaris reuniu-se com o ditador espanhol em 7 de dezembro, colocando-lhe a necessidade de ingresso imediato da Espanha na guerra. Entretanto Franco respondeu que a Espanha não possuía meios para fazê-lo. As suas forças armadas ainda estavam muito debilitadas devido à Guerra Civil Espanhola, e a economia do país estava devastada. Franco também expressou o temor de que um ataque a Gibraltar levaria à perda das ilhas Canárias e outras possessões ultramarinas espanholas.
Ao receber o relatório de Canaris, Hitler decidiu cancelar a Operação Felix. A sua decepção com Franco foi refletida em uma carta dirigida a Benito Mussolini, onde afirmou, "(...) temo que Franco está cometendo aqui o maior erro da sua vida".
Em outros momentos do conflito, a ideia de invadir Gibraltar voltaria a ser cogitada e os planos da Operação Félix, reexaminados. Mas esses planos jamais saíram do papel.

### A invasão de Portugal - Operação Isabella[2][3]
Caso se tornasse necessária a ocupação militar de Portugal - país neutral no conflito -, visando evitar que a Inglaterra ali posicionasse uma sólida base militar, os planos da Operação Félix previam que ela seria executada por três divisões alemãs, apoiadas por parte do Exército Espanhol: uma blindada, que partindo de Cáceres, executaria uma penetração em profundidade ao estilo da BlitzKrieg e atacaria os portos de Lisboa e Setúbal, evitando assim a hipótese de a Inglaterra usar portos de águas profundas para envio de reforços; uma de infantaria motorizada, que partindo de Valhadolid, atacaria o Norte do país e, infletindo para o sul, ameaçaria a retaguarda das forças portuguesas que defendiam Lisboa e a margem norte do rio Tejo; outra de infantaria ligeira, que partindo de Sevilha, avançaria pelo Algarve, controlando todo o litoral Português e infletindo na direcção de Lisboa, completaria o cerco à Capital Portuguesa.  Tropas Espanholas, efectuariam a protecção de flancos e, após a retirada das tropas alemãs, a posterior ocupação do território.
Nesta eventualidade, o Estado-Maior do Exército Português, pretendia seguir as linhas principais do Plano Geral de Defesa do Território, elaborado em 1916: uma força de 4/5 divisões, cobriria toda a fronteira com a Espanha - as "Tropas de Fronteira". Por detrás desta primeira linha de defesa, que manteria a ordem na fronteira e retardaria qualquer incursão militar, agrupar-se-iam 8/10 divisões de linha, com a missão de colmatar eventuais brechas e defender a "integridade territorial Nacional".
Só que o plano original de defesa, tinha sido elaborado em 1916 para a Primeira Guerra Mundial, e em 1940 a realidade política e a maneira de fazer a Guerra, eram totalmente diferentes.
Embora, em termos teóricos, Portugal pudesse colocar em prontidão um Exército de quatrocentos mil homens, agrupados em 15 divisões e tropas auxiliares, por dificuldades financeiras, falta de oficiais e de equipamento, apenas 3 divisões com 50 mil soldados estavam disponíveis.
Com um Exército extremamente reduzido, uma indústria militar insignificante, sem artilharia anticarro, veículos blindados ou meios de transporte motorizados, com artilharia e material obsoletos, táticas militares e organização ao nível da Primeira Guerra Mundial, e munições para apenas 4 dias de combate efetivo, uma Marinha de Guerra com apenas 5 contratorpedeiros, seis avisos coloniais e três submarinos como unidades modernas, e uma Força Aérea com apenas 60 aviões de 1ª linha, todo este conjunto de condições fez com que o plano militar de Defesa Português, até Setembro de 1943, praticamente se limitasse a acções de retardamento pela destruição de pontes, caminhos-de-ferro, e minagem de estradas, com um recuo sistemático das tropas Portuguesas até à Capital, Lisboa, onde seria efectuada uma última resistência, enquanto o Governo retiraria, sob protecção da Marinha Inglesa, para Ponta Delgada, na ilha de São Miguel (Açores), que passaria a ser a nova Capital Portuguesa e de onde a luta continuaria, pois apesar de um cessar-fogo no continente ocupado, tanto o governo de António de Oliveira Salazar como o Estado-Maior das Forças Armadas Portuguesas, não tencionavam assinar qualquer capitulação militar.
As Forças Militares existentes no Arquipélago Açoriano, até aí limitadas às reservas próprias da Região, foram bastante reforçadas, não só a nível de fortificações militares (entre outras, construção da Bateria Independente de Defesa de Costa nº 1, no Pico da Castanheira, e da Bateria de Costa da Ponta da Espalamaca ), como também com o envio de sucessivos contingentes militares (cerca de 30 mil soldados), com as melhores tropas e o pouco equipamento moderno existente, incluindo a quase totalidade da Aviação Militar Portuguesa e dois contratorpedeiros da Marinha, além de unidades navais menores.
Só a partir de Setembro de 1943, após a assinatura do acordo da cedência de bases estratégicas nos Açores, com a chegada de maciças quantidades de material de guerra moderno - blindados, artilharia antiaérea e anticarro, sistemas anti-submarino, e esquadrilhas de aviões de caça modernos como Supermarine Spitfires e Hawker Hurricanes - puderam ser mobilizados corpos de exército bem equipados, e a situação se alterou.